# 気学
気学（きがく）とは園田真次郎が九星術をベースに1924年に創始した日本生まれの占術である。3×3の魔方陣である洛書から生まれた紫白九星を使って様々な事柄を占い、また移動の方位の吉凶を論じる。占術に必要な要素として魔方陣から生まれた紫白九星が主要となっているため、扱いやすいという側面も持っている。一方で、魔方陣の数の順番に従って紫白九星が移動する様が一見不規則なので、配列が神秘的となることなどから、現代の日本では最もポピュラーな占術の1つである。この点は、未だ民俗暦として健在の中国式太陰太陽暦（いわゆる旧暦）を占術の基礎としてそのまま用いる紫微斗数や、生年月日時間の全ての干支を元に占う四柱推命の人気が圧倒的な中国、台湾、香港、韓国などと対照的である。

## 歴史
歴史的には園田真次郎が1924年に創始した占術が気学である。紫白九星を使用する九星術をベースにしており、気学が有名になったため九星術を気学と呼ぶこともある。
ただ気学家の中には、その起源に関して古さと権力性を標榜して、神秘性を付与する伝説を主張する者も多い。その起源として古代中国の陰陽五行説などを引用するのみならず、徳川家康のブレーンとして知られる天海僧正が行っていたとされる占術に由来すると主張することがある。
また占術に関する権力性から、「本来の正統な占術は権力者により秘匿されたため、一般に知られている現行の占術自体は大変に不正確なものであり、『占いが外れる』のも致し方ない」とする主張が見られる点も、他の多くの占術に関する言説と同様である。

## 概要
古代中国における、九星各要素の形而上学的意味の詳細は、九星の記事に譲り、ここでは日本の気学における数と方位の扱われ方について簡単に述べる。
基本となる要素は上述した通り3×3の魔方陣(洛書）と十二支である。中国暦法が持つ他の要素の多くは、気学では基本的には使用しない。この魔方陣は十進法における1から9までの全ての数字を1回ずつ用いているので、気学には数字のみを用いて神秘的判断を行う数秘術的な色彩も帯びている。
この魔方陣の基本形である、中央に5が入る形において、中央の5および残りの8つの数に8つの方位の意味づけがなされ、さらにこれに陰陽五行説に基づく意味が付与される。そして、中央の数字を1から9まで入れ替えた各々の形を想定して、そこにさまざまな形而上学的意味を読み取ることになる。

### 時間
九星が、魔方陣上の数字の循環に基づき、年月日それぞれに配当されるのは、中国占術通りであるが、日本の気学で最も広く好まれているのは、生まれ年の九星に基づく年ごとの吉凶占いである。これは、各人の生まれ年において中心にあった数（本命
という）が、当該年において魔方陣のどのポジションにあるかを判断し、そのポジションが持つ形而上学的意味が、当人のその年の運勢を決定するという方法で判断される。中心の数（中宮）は9から順に1つずつ減法させて循環させるだけだが、具体的な数字（本命）は、年ごとに「魔方陣上をあちこち不規則に飛び回る」ことになることから、神秘性が増し、説得力を得ていると考えられる。

### 空間

#### 概説
もう一つの気学の目玉は方位の吉凶である。もともと洛書の魔方陣は周囲に8つの枠を持ち、易経説卦伝における八卦と8方位の対応を使った移動の方位の吉凶判断や、それによる開運が気学の人気を支えている重要な要素である。日本人は、移動する際の方位の吉凶を特に気にする傾向が強く、気学の方位の吉凶はこの点から支持されている。
ここでは、自らの持つ数字（本命）がその年において配当される方位と、特に洛書で中央を占める数字5つまり五黄土星が配当される「方位」は重要視される。
特に気学が問題とする方位の吉凶概念は、以下の通りである。
（右図の一例は四緑が中宮の場合で暗剣殺は東南（三）、五黄殺は西北（五）である。なお盤は南が上）
数字5に関する凶方位とされるもの
五黄土星は無条件で凶の要素を持つとされるが、これは陰陽五行説自体から直接導かれるものではない。五黄は大地の象意で物事を腐敗させる要素を持つ、あるいは五黄の持つ「中央」は帝王の要素であり一般人にとっては畏れ多いタブーとなる、といった説明が試みられている。五黄を無条件で凶とするのは、紫白九星を使用する占術では一般的であり、風水の理気法の1つである飛星派風水においても五黄を凶とする。
五黄殺（ごおうさつ）その年の五黄土星のある方位。
暗剣殺（あんけんさつ）その年の五黄土星のある方位の反対側の方位。（五黄土星の年（五黄土星が中央にあるとき）には存在しない。）
生まれ年の数字（本命）に関して凶方位とされるもの
本命殺（ほんめいさつ）その年にその人の本命のある方位。（その年がその人の本命のとき（本命が中央にあるとき）には存在しない。）
本命的殺（ほんめいてきさつ）その年にその人の本命のある方位の反対側の方位。

十二支に由来するもの
魔方陣に関するものとは別に、日本の気学は、伝統的な中国暦における十二支から導く凶方位概念の一部を取り入れている。
歳破（さいは）その年の十二支の反対側の方位。
月破（げっぱ）その月の十二支の反対側の方位。
日破（にっぱ）その日の十二支の反対側の方位。
小児殺（しょうにさつ）子供の健康に影響のあるとされる方位。その年の十二支とその月により方位が定まる。
以上は特に凶方位に関するものであるが、吉方位に関しては、本命の数字魔方陣上の数字において、陰陽五行説上付与される形而上学的意味との関係で、「相性が良いとされる要素を持つ数が配置される方位」が、その人にとっての吉方位とされるのが基本である。
悪い方位への移動を避けるべきとされるのは
当然のことであるが、それに加えて、良い方位への移動において、その「良い運気」を獲得するために、移動先において土砂や水などを採取し、「吉運の種」として持ち帰るという風習が一部にある（「お水取り」「お砂取り」）。このような行為は、著名な神社仏閣で行われることが多いため、社寺の側では迷惑行為であるとされる例もあったが、最近ではこれを逆手にとって、社寺の側で、境内の砂や水などを縁起物として販売する例も見られるようになっている。

#### 方位の定義
日本の気学において特徴的なものに、方位の範囲の決め方がある。
まず、東西南北を決める際に、地理上の南北を用いる者もいるが、磁北をベースにすることが比較的多い。この点に関し、気学の占術師の中には、気学の方位の吉凶は、地球の地磁気の運勢への影響を判断するものであるからだと理由づける者もいる。
また、8つの方位を決定する際に、東西南北の正方位のみ、範囲を30度とし、北東、南東、南西、北西については、各60度とすることが多い。これは園田の弟子である初代山本光養が、大阪から東京に出てきた時に馬喰町で怪我をしたことから、東京は大阪の東ではなく東北であると結論したからとの説が有力であるが、気学が方位の十二支を部分的に扱う以上、8方位と十二支（12方位）との矛盾を解消するための方策であるとも考えられる。

#### 家相との関係
気学は方位の吉凶判断を得意とするところから、同様に方位の吉凶を問題としてきた家相に関する考え方と重なる面がある。家相についても、同じ中国の形而上学的理論を基礎とするところから、気学は家相判断と融合して語られることもある。家相に関するアドバイスを行う者も多い。

## エピソード
占断の基本となる要素が絞り込まれているため扱いが簡便で、吉凶の判断がわかりやすく、かつ明治6年の太陽暦改暦以降中国暦の細かい要素をほとんど忘れた現代日本人にとって、適度な神秘性も持つところから、実業家やスポーツ選手なども含め、占術や暦法の専門家ではない一般の支持者・信奉者が多いのも特徴である。
作家の池波正太郎は晩年気学を、ミステリー作家高木彬光は自身と気学の書物も残している。

## 代表的な種類
- 旅行
- 転居
- 水気法（お水採り）
- お砂採り
- 家相

## テレビ番組
- 「うわさ体感バラエティくちこみっに」（2010年8月24日）
- 「わけあり」not「わけなし」
- 「宝くじを当てる秘訣」（スーパーテレビ）
- 経済ドキュメンタリー番組『ガイアの夜明け』（テレビ東京）

## 関連作品
- 気学九気密意　 	田中胎東
- 気学九気建築学　 	田中胎東
- 気学大気薬用必携　 	田中胎東
- 園田真次郎気学大全集　方象講義録　坎位一白水星篇　 	園田真次郎
- 園田真次郎気学大全集　家相奥伝講義録　園田真次郎
- 気学の事典　 	平木場泰義
- 気学の知識　 	平木場泰義
- 気学新解　 	前沢一光
- 気学と幸運　 	前沢一光
- 気学　（方位篇・家相篇） 	宮田有峯
- 秘法　風水「お水取り」　 	高島泉妙

## 参照
1. ↑  後述「歳破」「月破」などを参照のこと。
2. ↑  整数論上の魔方陣としては崩壊するが、以下の記述では、これらの形も便宜上「魔方陣上の○○」と言うことにする